# Audiencia Provincial de Pontevedra

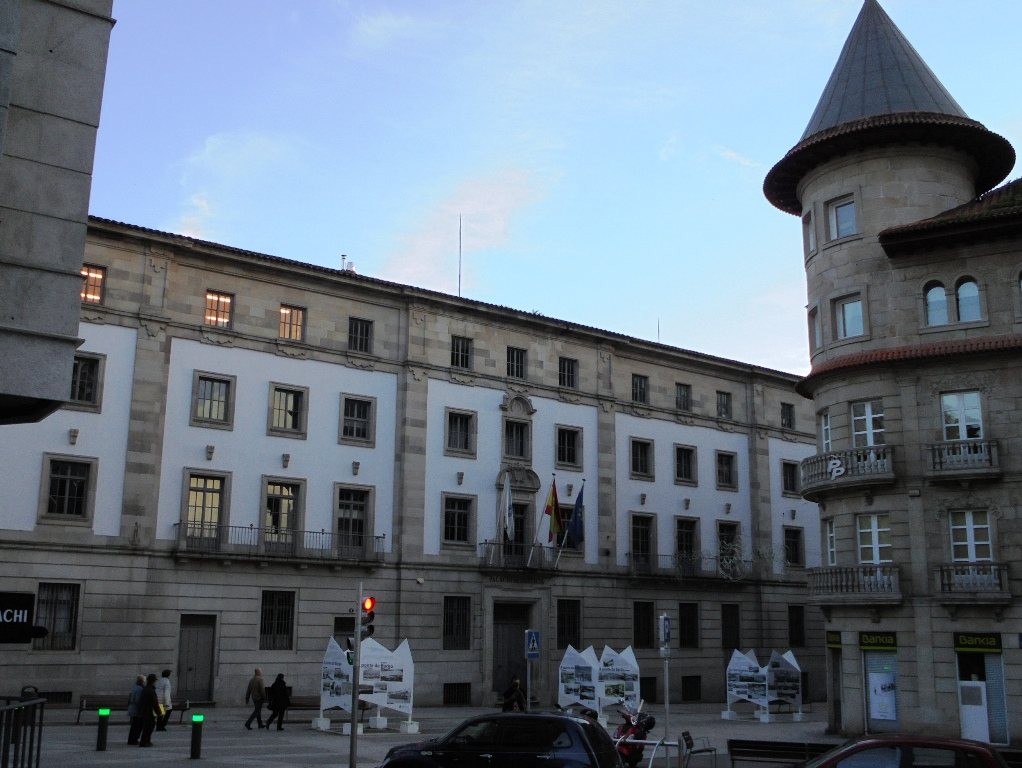
Palacio de Justicia de Pontevedra, sede de la Audiencia Provincial de Pontevedra.

La Audiencia Provincial de Pontevedra es un tribunal de justicia que ejerce su jurisdicción sobre la provincia de Pontevedra (España).
Conoce de asuntos civiles y penales. Cuenta con seis secciones: tres civiles (1, 3 y 6) y tres penales (2, 4 y 5).
Tiene su sede en el Palacio de Justicia de Pontevedra situado en la capital pontevedresa. Las secciones quinta y sexta tienen su sede desplazada en Vigo. El actual presidente de la Audiencia Provincial de Pontevedra es, desde 2009, el magistrado Francisco Javier Menéndez Estébanez.
Los magistrados que han desempeñado la Presidencia de la Audiencia Provincial de Pontevedra con anterioridad a Francisco Javier Menéndez Estébanez son:  Manuel Almenar Belenguer (2001-2009), Jaime Carrera Ibarzábal (1997-2001), Javier María Casas Estévez (1990-1997), Félix Rodríguez García (1986-1990) y Mariano Rajoy Sobredo (1970-1986).